# 美国威士忌小径
美国威士忌小径（英語：American Whiskey Trail）是一项由美国蒸馏酒协会所资助的宣传项目，该项目旨在推广美国的蒸馏酒产业。该小径于2004年9月28日首次向公众宣布。

## 沿途主要景点
|  |

美国威士忌小径由美国境内多处历史遗迹组成；其中包含一部分酿酒厂，这些酒厂对外开放并可供参观。尽管乔治华盛顿蒸馏酒厂（George Washington Distillery）被宣传为小径的“出入门户”，但游客可以按照自己的顺序或随意参访其中任何景点。
| 景点名称                      | 所在地点                     | 备注                         |
| ----------------------------- | ---------------------------- | ---------------------------- |
| 弗朗萨斯客栈博物馆            | 纽约州纽约市曼哈顿区         | 不適用                       |
| 盖兹比客栈博物馆              | 弗吉尼亚州亚历山德里亚市     | 不適用                       |
| 乔治华盛顿蒸馏酒厂            | 弗吉尼亚州弗农山庄           | 不適用                       |
| 奥利弗·米勒故居               | 宾夕法尼亚州阿利根尼县南园镇 | 不適用                       |
| 奥斯卡·盖茨威士忌酒历史博物馆 | 肯塔基州巴兹敦               | 不適用                       |
| 西奥弗顿村博物馆              | 宾夕法尼亚州斯科特戴尔       | 英文原名：                   |
| 伍德维尔种植园                | 宾夕法尼亚州布里奇维尔       | 约翰与佩雷斯利内维尔故居（John and Presley Neville House） |
| 大卫·布拉福德故居             | 宾夕法尼亚州华盛顿市         | 不適用                       |
| 阿勒格尼博物馆                | 马里兰州坎伯兰市             | 英文原名：                   |

除了上述这些公认的美国历史遗迹景点之外，沿途还有许多运营中的威士忌蒸馏酒厂会对公众开放。在多数情况下，这些酒厂会允许游客访问并品尝。这些地方大多位于肯塔基州并彼此靠近，但也有一些位于宾夕法尼亚州、犹他州、田纳西州和西弗吉尼亚州。
| 景点名称                                     | 所在地点                 |
| -------------------------------------------- | ------------------------ |
| 水牛足迹蒸馏酒厂                             | 肯塔基州法兰克福市       |
| 乔治迪科尔蒸馏酒厂                           | 田纳西州塔拉霍马         |
| 杰克丹尼蒸馏酒厂                             | 田纳西州林奇堡           |
| 占边美式斯蒂尔豪斯（American Stillhouse）蒸馏酒厂               | 肯塔基州克莱蒙特         |
| 占边都市斯蒂尔豪斯（Urban Stillhouse）蒸馏酒厂               | 肯塔基州路易维尔         |
| 美格威士忌酒厂                               | 肯塔基州洛雷托           |
| 1792波本蒸馏酒厂                             | 肯塔基州巴兹敦           |
| 野火鸡威士忌酒厂                             | 肯塔基州劳伦斯堡         |
| 伍德福德珍藏威士忌酒厂                       | 肯塔基州凡尔赛           |
| 威格尔威士忌酒厂                             | 宾夕法尼亚州匹兹堡       |
| 四玫瑰威士忌酒厂                             | 肯塔基州劳伦斯堡         |
| 欧佛斯特威士忌酒厂                           | 肯塔基州路易维尔         |
| 天使惊艳（Angel's Envy）威士忌酒厂                       | 肯塔基州路易维尔         |
| 布莱特开拓者威士忌体验（斯蒂泽维勒蒸馏酒厂） | 肯塔基州路易维尔         |
| 汤布兰奇威士忌酒厂                           | 肯塔基州列克星敦         |
| 奥兹泰勒（O.Z. Tyler）威士忌酒厂                       | 肯塔基州欧文斯伯勒       |
| 海威斯特蒸馏酒厂                             | 犹他州万西普             |
| 史慕斯安布勒蒸馏酒厂（Smooth Ambler Distillery）                     | 西弗吉尼亚州马克思威尔顿 |

## 相关蒸馏酒厂
除了与美国威士忌生产历史相关的场所和蒸馏酒厂之外，美国蒸馏酒理事会还会提供其他一些蒸馏酒厂的信息和推广与美国威士忌小径相结合，向全美进行宣传。该推广清单包含两家主要的朗姆酒蒸馏酒厂——位于波多黎各卡塔尼奧的百加得酒厂和位于美属维尔京群岛圣克罗伊岛的克鲁赞朗姆酒酒厂；以及其他各种小型蒸馏酒厂，例如：位于科罗拉多州的琴酒与利口酒生厂商——金月亮蒸馏酒厂（Golden Moon Distillery）、位于夏威夷州的朗姆酒生厂商——可爱岛朗姆酒公司（Koloa Rum Company）、位于肯塔基州的威士忌酒生厂商——灰岩支路蒸馏酒厂（Limestone Branch Distillery）、位于纽约州的琴酒与威士忌酒生厂商——黑钮蒸馏酒厂（Black Button Distilling），和位于田纳西州的两家威士忌酒生厂商——田纳西南方蒸馏酒厂（Tenn South Distillery）和尼尔森绿蔷薇蒸馏酒厂。